# لوك نيليس
لوك نيليس مواليد 25 مايو 1967 في بلجيكا، هو لاعب كرة قدم بلجيكي سابق كان يلعب كمهاجم. سبق له أن لعب في كأس العالم لكرة القدم مع منتخب بلاده. لعب خلال مسيرته 503 مباريات سجل خلالها 288 هدفاً.

## مرحلة الشباب

### أندية لعب لها
- نادي جينك

## المسيرة الاحترافية

### أندية لعب لها
- نادي جينك
- نادي رويال أندرلخت الرياضي
- نادي آيندهوفن
- أستون فيلا

## روابط خارجية
- لوك نيليس على موقع الاتحاد الدولي (مؤرشف)  (الإنجليزية)
- لوك نيليس على موقع الاتحاد الأوربي (الإنجليزية)
- لوك نيليس على موقع الاتحاد البلجيكي (الإنجليزية)
- لوك نيليس على موقع قاعدة بيانات كرة القدم.إي يو (الإنجليزية)
- لوك نيليس على موقع ناشيونال فوتبول تيمز (الإنجليزية)
- لوك نيليس على موقع Soccerbase.com (لاعب) (الإنجليزية)
- لوك نيليس على موقع عالم كرة القدم.نت (الإنجليزية)